# Nazionale maschile under 23 di calcio del Libano
La Nazionale di calcio del Libano Under-23 è la rappresentativa calcistica Under-23 del Libano che rappresenta l'omonimo stato alla Coppa d'Asia AFC Under-23, al Campionato dell'Asia occidentale Under-23 e ai Giochi asiatici. È posta sotto l'egida della Federazione calcistica del Libano.

## Partecipazioni ai tornei internazionali

### Coppa d'Asia AFC Under-23
| Anno | Luogo      | Piazzamento     | V | N | P | Gol |
| ---- | ---------- | --------------- | - | - | - | --- |
| 2013 | Oman       | Non qualificata | - | - | - | -   |
| 2016 | Qatar      | Non qualificata | - | - | - | -   |
| 2018 | Cina       | Non qualificata | - | - | - | -   |
| 2020 | Thailandia | Non qualificata | - | - | - | -   |

### Campionato dell'Asia occidentale Under-23
| Anno | Luogo | Piazzamento      | V | N | P | Gol |
| ---- | ----- | ---------------- | - | - | - | --- |
| 2015 | Qatar | Non partecipante | - | - | - | -   |

### Giochi asiatici
La FIFA considera che, fino al 1998, ai Giochi asiatici abbiano partecipato nazionali maggiori.
| Anno | Luogo     | Piazzamento      | V | N | P | Gol  |
| ---- | --------- | ---------------- | - | - | - | ---- |
| 2002 | Pusan     | Primo turno      | 1 | 1 | 1 | 12:3 |
| 2006 | Doha      | Non partecipante | - | - | - | -    |
| 2010 | Canton    | Non partecipante | - | - | - | -    |
| 2014 | Incheon   | Non partecipante | - | - | - | -    |
| 2018 | Indonesia | Non partecipante | - | - | - | -    |